# سنديان أخضر
السنديان الأخضر أو البلوط الأخضر أو السِّندي أو الدَّرَّام (باللاتينية: Quercus ilex) نوع نباتي شجري من جنس السنديان من الفصيلة الزانية.

## الموئل والانتشار
ينتشر هذا النوع في جنوب وغرب أوروبا وبأقصى الشمال الغربي للقارة الإفريقية (المغرب، الجزائر، تونس).

## الوصف النباتي
أوراقها دائمة الخضرة متباينة الأبعاد تراوح بين 1 و8 سم طولاً و0.5 و5 سم عرضاً، وهي بيضوية ذات أسنان شوكية، والثمار محاطة بأقماع نصف كروية. وقد ينمو السنديان الأخضر في أفراد مبعثرة نتيجة للاحتطاب الجائر.

## تركيب الزيت العطري
يحوي تركيب  الزيت العطري لنبات السنديان الأخضر على مركب سابينين.